# Молодіжна збірна Нової Каледонії з футболу
Молодіжна збірна Нової Каледонії з футболу — національна молодіжна футбольна збірна Нової Каледонії, що складається у залежності від турніру із гравців віком до 19 або до 20 років. Вважається основним джерелом кадрів для підсилення складу основної збірної Нової Каледонії. Керівництво командою здійснює Федерація футболу Нової Каледонії.
Команда має право участі у Молодіжному чемпіонаті ОФК, у випадку успішного виступу на якому може кваліфікуватися на молодіжний чемпіонат світу до 20 років. Також може брати участь у товариських і регіональних змаганнях.

## Виступи на міжнародних турнірах

### Чемпіонат світу U-20
| Статистика молодіжних чемпіонатів світу | Статистика молодіжних чемпіонатів світу | Статистика молодіжних чемпіонатів світу | Статистика молодіжних чемпіонатів світу | Статистика молодіжних чемпіонатів світу | Статистика молодіжних чемпіонатів світу | Статистика молодіжних чемпіонатів світу | Статистика молодіжних чемпіонатів світу | Статистика молодіжних чемпіонатів світу | Статистика молодіжних чемпіонатів світу |
| Рік                                     | Раунд                                   | І                                       | В                                       | Н                                       | П                                       | Г+                                      | Г-                                      | РГ                                      | О                                       |
| --------------------------------------- | --------------------------------------- | --------------------------------------- | --------------------------------------- | --------------------------------------- | --------------------------------------- | --------------------------------------- | --------------------------------------- | --------------------------------------- | --------------------------------------- |
| 1977                                    | не кваліфікувалася                      | не кваліфікувалася                      | не кваліфікувалася                      | не кваліфікувалася                      | не кваліфікувалася                      | не кваліфікувалася                      | не кваліфікувалася                      | не кваліфікувалася                      | не кваліфікувалася                      |
| 1979                                    | не кваліфікувалася                      | не кваліфікувалася                      | не кваліфікувалася                      | не кваліфікувалася                      | не кваліфікувалася                      | не кваліфікувалася                      | не кваліфікувалася                      | не кваліфікувалася                      | не кваліфікувалася                      |
| 1981                                    | не кваліфікувалася                      | не кваліфікувалася                      | не кваліфікувалася                      | не кваліфікувалася                      | не кваліфікувалася                      | не кваліфікувалася                      | не кваліфікувалася                      | не кваліфікувалася                      | не кваліфікувалася                      |
| 1983                                    | не кваліфікувалася                      | не кваліфікувалася                      | не кваліфікувалася                      | не кваліфікувалася                      | не кваліфікувалася                      | не кваліфікувалася                      | не кваліфікувалася                      | не кваліфікувалася                      | не кваліфікувалася                      |
| 1985                                    | не кваліфікувалася                      | не кваліфікувалася                      | не кваліфікувалася                      | не кваліфікувалася                      | не кваліфікувалася                      | не кваліфікувалася                      | не кваліфікувалася                      | не кваліфікувалася                      | не кваліфікувалася                      |
| 1987                                    | не кваліфікувалася                      | не кваліфікувалася                      | не кваліфікувалася                      | не кваліфікувалася                      | не кваліфікувалася                      | не кваліфікувалася                      | не кваліфікувалася                      | не кваліфікувалася                      | не кваліфікувалася                      |
| 1989                                    | не кваліфікувалася                      | не кваліфікувалася                      | не кваліфікувалася                      | не кваліфікувалася                      | не кваліфікувалася                      | не кваліфікувалася                      | не кваліфікувалася                      | не кваліфікувалася                      | не кваліфікувалася                      |
| 1991                                    | не кваліфікувалася                      | не кваліфікувалася                      | не кваліфікувалася                      | не кваліфікувалася                      | не кваліфікувалася                      | не кваліфікувалася                      | не кваліфікувалася                      | не кваліфікувалася                      | не кваліфікувалася                      |
| 1993                                    | не кваліфікувалася                      | не кваліфікувалася                      | не кваліфікувалася                      | не кваліфікувалася                      | не кваліфікувалася                      | не кваліфікувалася                      | не кваліфікувалася                      | не кваліфікувалася                      | не кваліфікувалася                      |
| 1995                                    | не кваліфікувалася                      | не кваліфікувалася                      | не кваліфікувалася                      | не кваліфікувалася                      | не кваліфікувалася                      | не кваліфікувалася                      | не кваліфікувалася                      | не кваліфікувалася                      | не кваліфікувалася                      |
| 1997                                    | не кваліфікувалася                      | не кваліфікувалася                      | не кваліфікувалася                      | не кваліфікувалася                      | не кваліфікувалася                      | не кваліфікувалася                      | не кваліфікувалася                      | не кваліфікувалася                      | не кваліфікувалася                      |
| 1999                                    | не кваліфікувалася                      | не кваліфікувалася                      | не кваліфікувалася                      | не кваліфікувалася                      | не кваліфікувалася                      | не кваліфікувалася                      | не кваліфікувалася                      | не кваліфікувалася                      | не кваліфікувалася                      |
| 2001                                    | не кваліфікувалася                      | не кваліфікувалася                      | не кваліфікувалася                      | не кваліфікувалася                      | не кваліфікувалася                      | не кваліфікувалася                      | не кваліфікувалася                      | не кваліфікувалася                      | не кваліфікувалася                      |
| 2003                                    | не кваліфікувалася                      | не кваліфікувалася                      | не кваліфікувалася                      | не кваліфікувалася                      | не кваліфікувалася                      | не кваліфікувалася                      | не кваліфікувалася                      | не кваліфікувалася                      | не кваліфікувалася                      |
| 2005                                    | не кваліфікувалася                      | не кваліфікувалася                      | не кваліфікувалася                      | не кваліфікувалася                      | не кваліфікувалася                      | не кваліфікувалася                      | не кваліфікувалася                      | не кваліфікувалася                      | не кваліфікувалася                      |
| 2007                                    | не кваліфікувалася                      | не кваліфікувалася                      | не кваліфікувалася                      | не кваліфікувалася                      | не кваліфікувалася                      | не кваліфікувалася                      | не кваліфікувалася                      | не кваліфікувалася                      | не кваліфікувалася                      |
| 2009                                    | не кваліфікувалася                      | не кваліфікувалася                      | не кваліфікувалася                      | не кваліфікувалася                      | не кваліфікувалася                      | не кваліфікувалася                      | не кваліфікувалася                      | не кваліфікувалася                      | не кваліфікувалася                      |
| 2011                                    | не кваліфікувалася                      | не кваліфікувалася                      | не кваліфікувалася                      | не кваліфікувалася                      | не кваліфікувалася                      | не кваліфікувалася                      | не кваліфікувалася                      | не кваліфікувалася                      | не кваліфікувалася                      |
| 2013                                    | не кваліфікувалася                      | не кваліфікувалася                      | не кваліфікувалася                      | не кваліфікувалася                      | не кваліфікувалася                      | не кваліфікувалася                      | не кваліфікувалася                      | не кваліфікувалася                      | не кваліфікувалася                      |
| 2015                                    | не кваліфікувалася                      | не кваліфікувалася                      | не кваліфікувалася                      | не кваліфікувалася                      | не кваліфікувалася                      | не кваліфікувалася                      | не кваліфікувалася                      | не кваліфікувалася                      | не кваліфікувалася                      |
| 2017                                    | не кваліфікувалася                      | не кваліфікувалася                      | не кваліфікувалася                      | не кваліфікувалася                      | не кваліфікувалася                      | не кваліфікувалася                      | не кваліфікувалася                      | не кваліфікувалася                      | не кваліфікувалася                      |
| 2019                                    | не кваліфікувалася                      | не кваліфікувалася                      | не кваліфікувалася                      | не кваліфікувалася                      | не кваліфікувалася                      | не кваліфікувалася                      | не кваліфікувалася                      | не кваліфікувалася                      | не кваліфікувалася                      |
| 2023                                    | не кваліфікувалася                      | не кваліфікувалася                      | не кваліфікувалася                      | не кваліфікувалася                      | не кваліфікувалася                      | не кваліфікувалася                      | не кваліфікувалася                      | не кваліфікувалася                      | не кваліфікувалася                      |
| 2025                                    | квал.                                   | квал.                                   | квал.                                   | квал.                                   | квал.                                   | квал.                                   | квал.                                   | квал.                                   | квал.                                   |
| Разом                                   | 1/24                                    |                                         |                                         |                                         |                                         |                                         |                                         |                                         |                                         |

### Молодіжний чемпіонат ОФК
| Молодіжний чемпіонат ОФК | Молодіжний чемпіонат ОФК | Молодіжний чемпіонат ОФК | Молодіжний чемпіонат ОФК | Молодіжний чемпіонат ОФК | Молодіжний чемпіонат ОФК | Молодіжний чемпіонат ОФК | Молодіжний чемпіонат ОФК | Молодіжний чемпіонат ОФК | Молодіжний чемпіонат ОФК |
| Рік                      | Раунд                    | І                        | В                        | Н                        | П                        | Г+                       | Г-                       | РГ                       | О                        |
| ------------------------ | ------------------------ | ------------------------ | ------------------------ | ------------------------ | ------------------------ | ------------------------ | ------------------------ | ------------------------ | ------------------------ |
| 1974                     | 4-е місце                | 3                        | 0                        | 1                        | 2                        | 3                        | 11                       | -8                       | 1                        |
| 1978                     | не брала участь          | -                        | -                        | -                        | -                        | -                        | -                        | -                        | -                        |
| 1980                     | 4-е місце                | 2                        | 1                        | 0                        | 1                        | 3                        | 7                        | -4                       | 3                        |
| 1982                     | не брала участь          | -                        | -                        | -                        | -                        | -                        | -                        | -                        | -                        |
| 1985                     | не брала участь          | -                        | -                        | -                        | -                        | -                        | -                        | -                        | -                        |
| 1987                     | не брала участь          | -                        | -                        | -                        | -                        | -                        | -                        | -                        | -                        |
| 1988                     | не брала участь          | -                        | -                        | -                        | -                        | -                        | -                        | -                        | -                        |
| 1990                     | не брала участь          | -                        | -                        | -                        | -                        | -                        | -                        | -                        | -                        |
| 1992                     | не брала участь          | -                        | -                        | -                        | -                        | -                        | -                        | -                        | -                        |
| 1994                     | не брала участь          | -                        | -                        | -                        | -                        | -                        | -                        | -                        | -                        |
| 1997                     | не брала участь          | -                        | -                        | -                        | -                        | -                        | -                        | -                        | -                        |
| 1998                     | не брала участь          | -                        | -                        | -                        | -                        | -                        | -                        | -                        | -                        |
| & 2001                   | груповий етап            | 4                        | 0                        | 0                        | 4                        | 4                        | 13                       | -9                       | 0                        |
| & 2002                   | груповий етап            | 4                        | 2                        | 0                        | 2                        | 12                       | 10                       | +2                       | 6                        |
| 2005                     | груповий етап            | 3                        | 1                        | 0                        | 2                        | 10                       | 16                       | -6                       | 3                        |
| 2007                     | 4-е місце                | 6                        | 3                        | 0                        | 3                        | 11                       | 6                        | +5                       | 9                        |
| 2008                     | 2-е місце                | 3                        | 1                        | 2                        | 0                        | 5                        | 2                        | +3                       | 5                        |
| 2011                     | груповий етап            | 2                        | 0                        | 0                        | 2                        | 1                        | 13                       | -12                      | 0                        |
| 2013                     | 4-е місце                | 4                        | 1                        | 0                        | 3                        | 15                       | 13                       | +2                       | 3                        |
| 2014                     | 3-є місце                | 5                        | 3                        | 0                        | 2                        | 17                       | 5                        | +12                      | 9                        |
| & 2016                   | півфінали                | 4                        | 1                        | 1                        | 2                        | 6                        | 5                        | +1                       | 4                        |
| & 2018                   | 3-є місце                | 5                        | 2                        | 1                        | 2                        | 16                       | 8                        | +8                       | 7                        |
| Усього                   | 2-е місце                | 45                       | 15                       | 5                        | 25                       | 103                      | 109                      | -6                       | 50                       |